# LG컵
LG컵(LG Cup)은 대한민국의 기업 LG전자가 후원하는 국제 축구대회이며 아프리카와 중동에서 개최된다.

## 대회 결과
| 연도 | 개최국       | 참가국                                                    | 우승         |
| ---- | ------------ | --------------------------------------------------------- | ------------ |
| 1997 | 튀니지       | - 튀니지 - 나이지리아 - 잠비아 - 카메룬                   | 튀니지       |
| 1998 | 이란         | - 이란 - 자메이카 - 헝가리 - 마케도니아 공화국            | 헝가리       |
| 1999 | 모로코       | - 모로코 - 프랑스 - 카메룬 - 기니                         | 프랑스       |
| 2000 | 이란         | - 이란 - 대한민국 - 이집트 - 마케도니아 공화국            | 대한민국     |
| 2000 | 아랍에미리트 | - 아랍에미리트 - 대한민국 - 오스트레일리아 - 쿠웨이트     | 아랍에미리트 |
| 2001 | 이집트       | - 이집트 - 대한민국 - 이란 - 캐나다                       | 대한민국     |
| 2001 | 이란         | - 이란 - 남아프리카 공화국 - 오만 - 보스니아 헤르체고비나 | 이란         |
| 2002 | 모로코       | - 모로코 - 알제리 - 이란 - 베네수엘라                     | 이란         |
| 2002 | 이란         | - 이란 - 파라과이 - 모로코 - 남아프리카 공화국            | 이란         |
| 2003 | 나이지리아   | - 나이지리아 - 카메룬 - 이란 - 가나                       | 나이지리아   |
| 2003 | 이란         | - 이란 - 우루과이 - 카메룬 - 이라크                       | 우루과이     |
| 2004 | 나이지리아   | - 나이지리아 - 세네갈 - 리비아 - 요르단                   | 세네갈       |
| 2004 | 리비아       | - 리비아 - 에콰도르 - 요르단 - 나이지리아                 | 리비아       |
| 2005 | 이집트       | - 이집트 - 세네갈 - 에콰도르 - 우간다                     | 이집트       |
| 2006 | 튀니지       | - 튀니지 - 우루과이 - 벨라루스 - 리비아                   | 우루과이     |
| 2011 | 케냐         | - 케냐 - 수단                                             | 수단         |
| 2011 | 모로코       | - 카메룬 - 모로코 - 수단 - 우간다                         | 카메룬       |